# Relaciones Cuba-Perú
Las Relaciones Cuba-Perú se refieren a las relaciones entre la República de Cuba y la República del Perú. Ambos son miembros de la Asociación Latinoamericana de Integración y Comunidad de Estados Latinoamericanos y Caribeños.
Los cubanos representaron el 1.4% de los inmigrantes en el Perú entre 1994 – 2012.

## Historia
Cuba y Perú tienen una historia común. Durante la Guerra de los Diez Años el peruano Leoncio Prado participó a favor de la Independencia de Cuba. Ambas naciones establecieron relaciones diplomáticas en 1902.
Luego del triunfo de la revolución cubana Perú rompió relaciones diplomáticas con la Cuba comunista. En noviembre de 1960, un grupo de anticomunistas liderados por Frank Diaz Silveira asaltaron la Embajada de Cuba en Perú, y sustrajeron un gran número de documentos del archivo Confidencial del Embajador cubano Luis Ricardo Alonso.
Ese mismo año el canciller Raúl Porras Barrenechea apoyó a Cuba ante la Organización de los Estados Americanos, desacatado las órdenes del presidente Manuel Prado Ugarteche. A pesar del discurso, en 1962, Perú votó a favor de la expulsión.
En diciembre de 1971, el mandatario de Cuba, Fidel Castro realiza una visita al Perú durante el gobierno de Velasco Alvarado. El 8 de julio de 1972, Perú retoma relaciones diplomáticas con Cuba.

### Éxodo del Mariel
El 1 de abril de 1980, un ómnibus embistió contra la puerta de la embajada del Perú, provocando la reacción de los guardias de seguridad. La reacción produjo un tiroteo en cual muere un guardia causado por el rebote de una bala disparada por su compañero. El gobierno cubano acusó a los civiles cubanos de asesinato, sin embargo la embajada se negó a la entrega de los cubanos. Debido a los desacuerdos, Cuba retira la seguridad de la embajada y anuncia que aquel que esté descontento puede irse de Cuba. El 4 de abril, aproximadamente 10 000 cubanos ingresan a la sede diplomática en busca de asilo del cual solo se pudo refugiar a unos 850 de ellos.

### Historia reciente
En 1997, durante la toma de la residencia del embajador de Japón en Lima, el presidente Alberto Fujimori realiza un visita a Cuba en busca de una "solución cubana" a la toma de rehenes. El presidente peruano afirmó que Fidel Castro se comprometió a ofrecer el asilo en Cuba al comando del Movimiento Revolucionario Túpac Amaru. El 2004, Perú retira su embajador en Cuba debido a un discurso, dado por Fidel Castro, en contra de los países que votaron por la resolución de la ONU pidiendo la cooperación por los derechos humanos.
En el 2016, el presidente de Perú, Ollanta Humala, realiza una visita oficial a Cuba. En esa visita se condecoró a Raúl Castro y Fidel Castro con el Gran Collar de la Orden "El Sol del Perú" por haber apoyado al Perú tras los sismos de los años 1970 y 1974.

## Relaciones económicas
En materia económica, Perú y Cuba tienen un acuerdo de complementación económica suscrito el 5 de octubre de 2000.

## Misiones diplomáticas
- Cuba tiene una embajada en Lima.
- Perú tiene una embajada en La Habana.

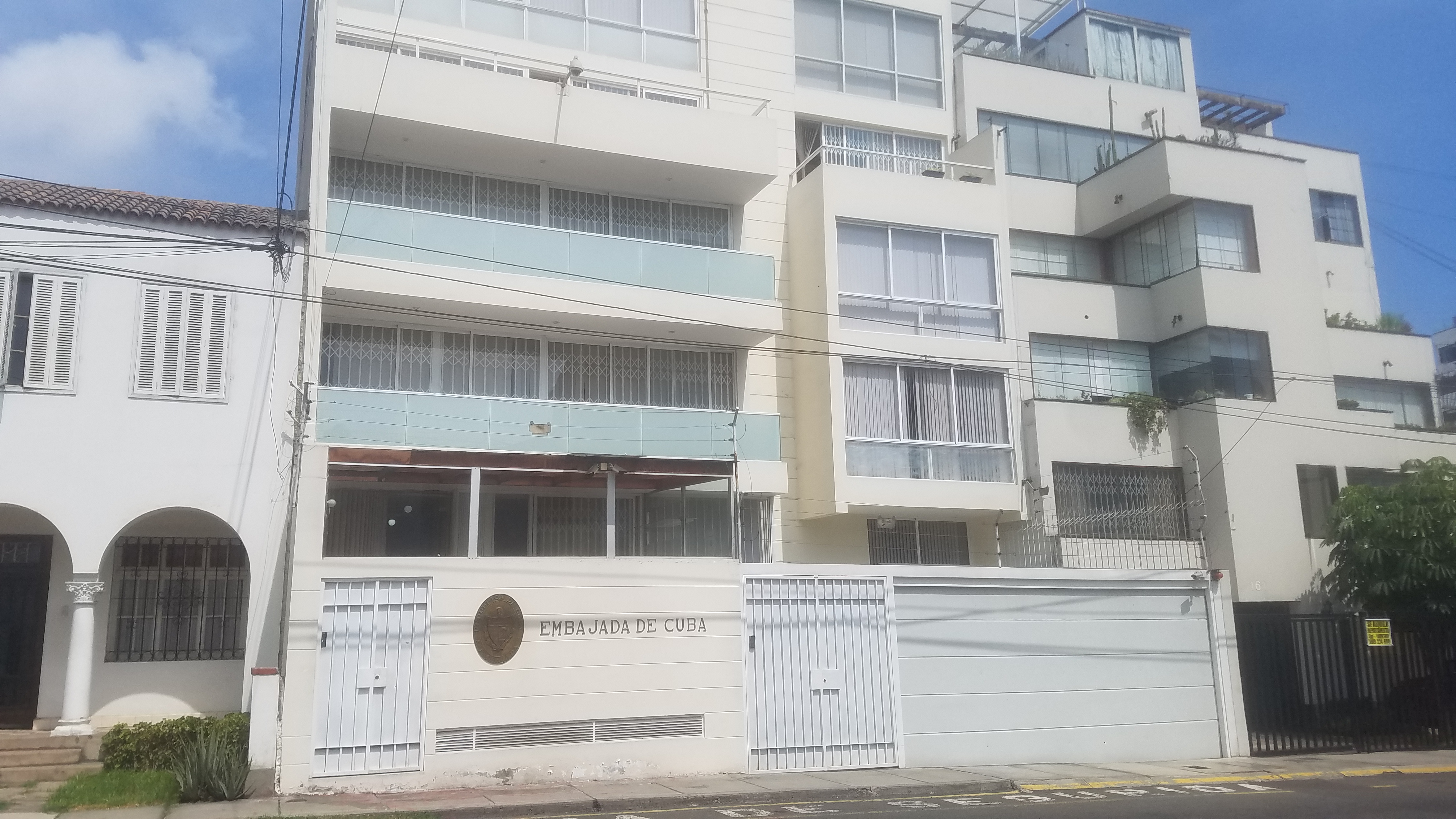
Embajada de Cuba en Lima
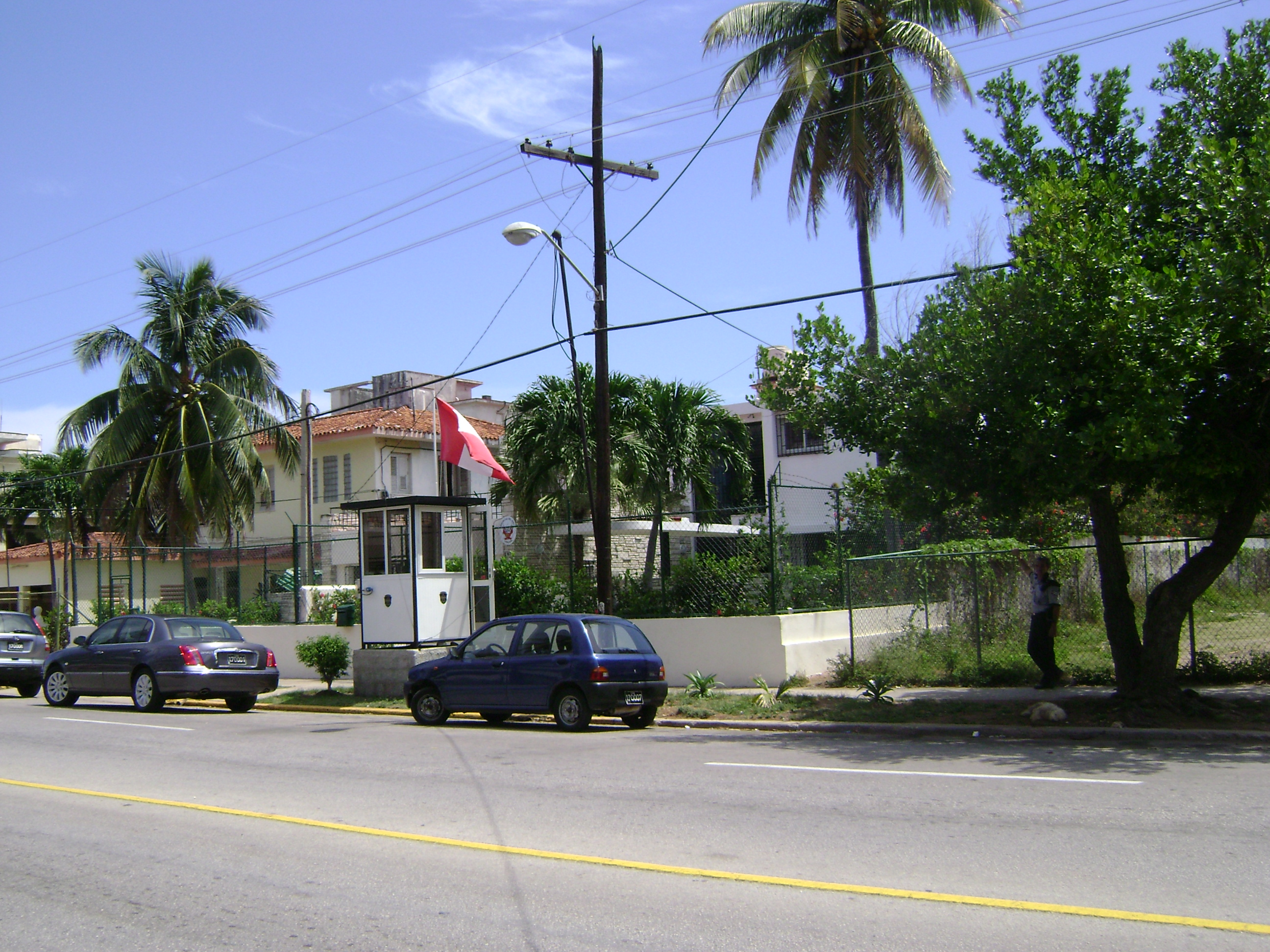
Embajada del Perú en La Habana